# Мацусима (посёлок)
Мацусима (яп. 松島町 Мацусима-мати) — посёлок в Японии, находящийся в уезде Мияги префектуры Мияги. Площадь посёлка составляет 54,04 км², население — 14 999 человек (31 июля 2014), плотность населения — 277,55 чел./км².

## Географическое положение
Посёлок расположен на острове Хонсю в префектуре Мияги региона Тохоку. С ним граничат города Хигасимацусима, Осаки и посёлки Рифу, Осато, Мисато.

## Население
Население посёлка составляет 14 999 человек (31 июля 2014), а плотность — 277,55 чел./км². Изменение численности населения с 1980 по 2005 годы:
| 1980 | 17 246 чел. |  |
| 1985 | 17 568 чел. |  |
| 1990 | 17 431 чел. |  |
| 1995 | 17 344 чел. |  |
| 2000 | 17 059 чел. |  |
| 2005 | 16 193 чел. |  |

## Символика
Деревом посёлка считается сосна, цветком — Dendrobium moniliforme.